# Petroleumprodukter

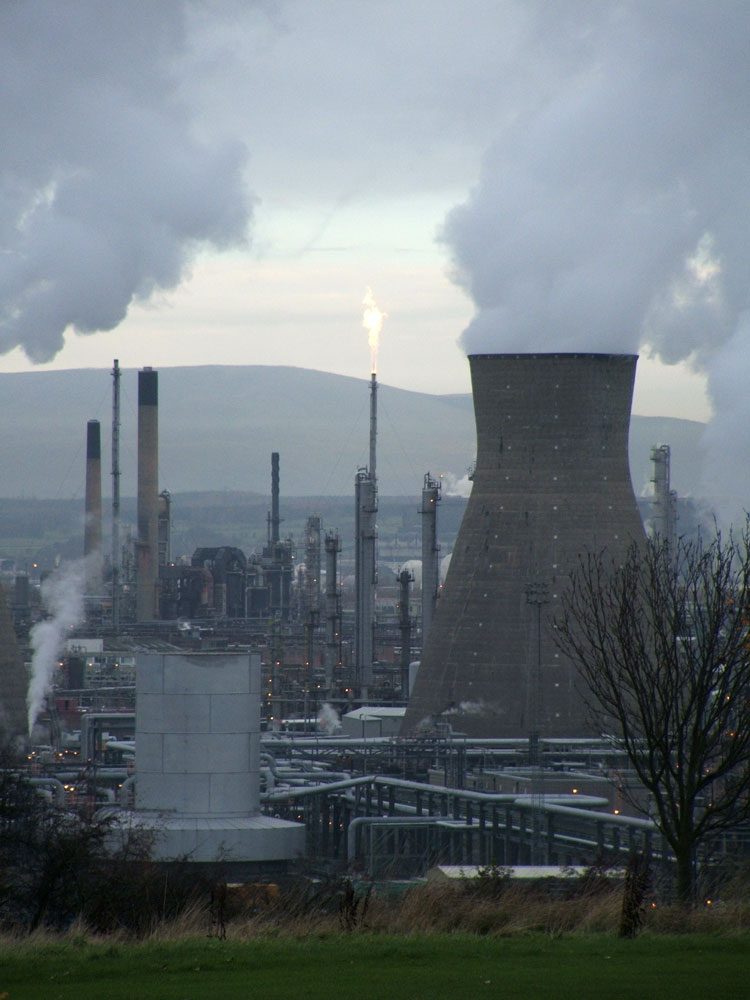
Petrokemiskt raffinaderi i Grangemouth i Falkirks kommun i Skottland.

Petroleumprodukter är användbara material utvunna från råolja (petroleum) genom bearbetning i oljeraffinaderier.
Raffinaderier kan framställa petroleumprodukter av skiftande fördelning efter efterfrågan och råoljans sammansättning. Det mesta av petroleumprodukterna brukas som energibärare – olika slags tjockoljor och bensin. Raffinaderier framställer även andra kemikalier, varav några används i kemiska processer för att framställa plast och andra användbara material. Eftersom petroleum ofta innehåller ett par procent svavel, framställs ofta också stora mängder svavel som en petroleumprodukt. Väte och kol i form av petroleumkoks kan också frambringas som petroleumprodukter. Det frambragta vätet används ofta som mellanprodukt i andra oljeraffineringsprocesser såsom katalytisk krackning med vätgas (vätekrackning) och väteavsvavling.

## Betydande raffinaderiprodukter
| - Petroleumkemikalier (plast) - Asfalt - Dieselolja - Tjockolja - Bensin |  | - Fotogen - Gasol - Smörjmedel - Paraffin - Tjära |

## Särskilda slutprodukter
Oljeraffinaderier blandar olika råvaror och lämpliga tillsatser, tillhandahåller korttidsförvaring och preparerar för bulkgodstransport med tankbilar, pråmar, fartyg och järnvägståg.
- Gasbränslen som propan lagras och transporteras till distributörer i flytande form under tryck i särskilda tågvagnar.
- Flytande bränsleblandningar (blir till bensin och fotogen av bil- och flygplanskvalitet samt dieselolja, med tillsatser av färgämnen, detergenter, antiknackningsmedel, oxygenater och svamphämmande föreningar efter behov). Transporteras med pråmar, järnvägståg och tankfartyg. Kan transporteras regionalt i härför avsedda pipeliner till storkonsumenter, i synnerhet jetbränsle till stora flygplatser, eller till distributörer i fler-produktspipeliner.
- Smörjmedel (till lätta maskinoljor, motoroljor och smörjfetter genom tillsats av viskositetsstabiliserare efter behov), transporteras med vanligen som bulkgods till förpackningsanläggning på annan plats.
- Paraffin används bland annat i förpackningar för djupfrysta livsmedel. Kan transporteras som bulkgods till anläggning för att förpackas i block.
- Svavel (eller svavelsyra); biprodukt från petroleumavsvavling, då petroleum kan innehålla upp till ett par procent svavel i form av svavelhaltiga föreningar. Svavel och svavelsyra är användbara industriråvaror. Svavelsyran prepareras vanligen och transporteras i form av syraprekursorn  oleum.
- Tjära transporteras som bulkgods till anläggningar på annan plats för att emballeras till tjärpapp för taktäckning och dylikt.
- Bitumen används som bindemedel för grus till asfaltbetong, vilken brukas till vägbeläggning med mera. En anläggning preparerar materialet för transport.
- Petroleumkoks används i vissa kolprodukter såsom vissa typer av elektroder eller som fast bränsle.
- Petroleumkemikalier eller petrokemiska råmaterial skickas ofta till petrokemiska fabriker för vidare bearbetning på flera sätt. Petroleumkemikalierna kan vara olefiner eller deras mellanprodukter eller olika typer av aromatiska petroleumkemikalier. Petroleumkemikalier har många olika användningsområden. De används ofta som monomerer eller som råvara i monomerframställning. Olefiner som alfa-olefiner och diener används ofta som monomerer, även om aromatiska ämnen också kan brukas som monomerprekursorer. Monomererna polymeriseras på olika sätt för att forma polymerer. Polymermaterial kan användas i form av plaster, elastomerer eller fibrer eller möjligtvis någon mellanform av dessa materialtyper. En del del polymerer används även som geler eller smörjmedel. Petroleumkemikalier kan också användas som lösningsmedel eller som råstoff för lösningsmedelsframställning. Petroleumkemikalier kan också användas såsom mellanprodukter för många olika sorters kemikalier och ämnen såsom fordonsvätskor, ytaktiva ämnen i rengöringsmedel etcetera.